# Апфронт
В североамериканском телевидении термин апфронт обозначает презентацию проектов будущего осеннего телесезона, на котором руководители телесетей представляют свои шоу и их потенциальный успех с целью продажи рекламы. Апфронты обычно проводятся за несколько месяцев до начала сезона.
В Соединённых Штатах апфронты обычно проводятся в Нью-Йорке, на последней неделе мая. Телесети также объявляют свой осенний график вещания в прайм-тайм, в том числе предварительные даты старта (осенние старты, и мидсезонные новых программ, которые получили заказ неделями ранее).
Сама презентация обычно дополняется шоу, в которое входят предварительные просмотры фрагментов новых шоу, музыкальные номера приглашённых артистов и выступления звёзд канала. Шоу обычно проходят в Линкольн-центре, Радио-сити-мьюзик-холл или Карнеги-холле.
Апфронты в Канаде похожи на те, которые проходят в США, однако их проводят в начале июня, чтобы канадские телесети имели возможность купить права на показ американских шоу.